# Junko Asari
Junko Asari (浅利 純子, Asari Junko), née le 22 septembre 1969 à Kazuno, est une athlète japonaise spécialiste du marathon.
Le 15 août 1993, elle remporte le marathon des Championnats du monde de Stuttgart en 2 h 30 min 3 s, devançant de 51 secondes la Portugaise Manuela Machado. Première japonaise championne du monde de la discipline, Asari est désignée athlète de l'année au Japon.
Elle remporte par ailleurs à deux reprises le Marathon de Tokyo (1995 et 1998), ainsi que le Marathon d'Osaka (1993). Son record personnel est de 2 h 26 min 10 s, établi en 1994 à Osaka.

## Palmarès
- Championnats du monde d'athlétisme de 1993 à Stuttgart :
  -  Médaille d'or du marathon